# Франческо V д’Эсте
Франческо V д’Эсте (итал. Francesco V; 1 июня 1819, Модена — 20 ноября 1875, Моденский дворец) — герцог Модены в 1846—1859 годах, сын Франческо IV и Марии Беатриче Савойской.

## Биография
Франческа крестили через 5 дней после рождения; крестным отцом был император Австрии Франц I,  а эрцгерцог Фердинанд выступал крестным отцом по поручению императора.
30 марта 1842 года Франческо женился на принцессе Адельгунде Баварской, дочери короля Людвига I. В браке родился только один ребенок, принцесса Анна Беатриче (19 октября 1848 - 8 июля 1849).
Продолжал политику отца. Во время революции 1848 года бежал в марте 1848 года из своих владений. Власть Франческо V была восстановлена австрийскими войсками.
В 1859 году, после того как население герцогства в ходе плебисцита высказалось за присоединение к Сардинскому королевству, Франческо V выехал в Вену, захватив всю казну, часть библиотеки, картинной галереи, монет, мебели и ковров из дворца. Все это дало возможность ему жить в Австрии, ни в чём не нуждаясь.
Со смертью Франческо V в 1875 году линия Габсбургов-Эсте пресеклась. Альдегунда вернулась к баварскому двору. Титул «эрцгерцог Австрийский-Эсте» и огромное наследство достались 12-летнему племяннику Франца Иосифа I Францу Фердинанду, в 1896 году ставшему наследником австрийского престола и в 1914 году убитому в Сараеве.